# Bassareus lituratus
Bassareus lituratus är en skalbaggsart som först beskrevs av Fabricius 1801.  Bassareus lituratus ingår i släktet Bassareus och familjen bladbaggar. Inga underarter finns listade i Catalogue of Life.